# Instituto Nacional de Traumatologia e Ortopedia Jamil Haddad
O Instituto Nacional de Traumatologia e Ortopedia Jamil Haddad (INTO) é um hospital público situado na cidade do Rio de Janeiro, vinculado ao Ministério da Saúde do Brasil, através da Secretaria de Atenção à Saúde. É uma instituição especializada em atendimento cirúrgico na área de ortopedia e traumatologia. Seu Diretor-Geral é João Alves Grangeiro Neto.

## História
Desativado, o Hospital Central de Acidentados foi adquirido pelo INPS em 1973 para prestar atendimento em Traumatologia e Ortopedia e passou a se chamar Hospital de Trauma e Ortopedia - HTO, com a coordenação de uma equipe do Hospital de Bonsucesso. 
Naquele momento, o INTO começava a desenhar sua trajetória, através da implantação de técnicas inovadoras. Em setembro de 1984, foi acrescentado à sua denominação o nome Dr. Mário Jorge, uma homenagem ao primeiro chefe do serviço de ortopedia. Em 1986, sob nova direção, o Hospital passou a dar ênfase ao aperfeiçoamento dos profissionais e a ações comunitárias. A demanda de pacientes cresceu, e o resultado do trabalho desenvolvido fez com que assumisse uma posição de destaque no Brasil. 
Em 1991, o hospital foi estadualizado e passou por uma fase difícil, devido à escassez de recursos, mas nem por isso deixou de continuar prestando atendimento de qualidade. Uma nova direção assumiu o hospital em 1992. O objetivo maior dessa diretoria era retornar o Hospital para a esfera federal, o que aconteceu em 1993, quando o HTO voltou a ser subordinado diretamente ao Ministério da Saúde. 
No fim de 1994, foi criado o Instituto Nacional de Traumatologia e Ortopedia, sob coordenação da Secretaria de Assistência à Saúde do Ministério da Saúde.
Em julho de 2011, o INTO, como membro integrante da estrutura organizacional do Ministério da Saúde, passou a se chamar Instituto Nacional de Traumatologia e Ortopedia Jamil Haddad de acordo com publicação do Diário Oficial. O novo nome é uma homenagem ao político e médico ortopedista. Em agosto do mesmo ano, foram iniciadas suas atividades na sede da Avenida Brasil, onde funcionava o antigo e tradicional prédio do Jornal do Brasil. 

## Características
O INTO é uma instituição especializada em atendimento cirúrgico e não presta serviços de emergência. Os pacientes encaminhados ao INTO por outras unidades de saúde passam por um processo de triagem e são avaliados pelos especialistas que definem a indicação cirúrgica. Já em casos de indicação de tratamento conservador, o paciente é orientado a procurar outra unidade de saúde. Os pacientes que necessitam de uma cirurgia eletiva aguardam o procedimento em uma fila de espera, organizada segundo a doença ou procedimento necessário. A fila de espera está disponível na Internet. Cerca de dez mil pessoas aguardam por uma cirurgia no INTO. O tempo médio de espera é de 36 meses para as quatro especialidades mais requisitadas: joelho, medicina desportiva, quadril e coluna. Nos serviços em que a demanda é menor, como crânio-maxilo-facial, mão, microcirurgia ortopédica, a fila formada refere-se somente ao tempo da realização do pré-operatório ambulatorial.

## Centros de Atendimento
- Centro de Cirurgia das Dismetrias
- Centro Ortopédico da Criança e do Adolescente
- Centro de Cirurgia de Joelho
- Centro de Cirurgia do Pé e Tornozelo
- Centro de Cirurgia de Quadril
- Centro de Microcirurgia Reconstrutiva e Cirurgia Plástica Reparadora
- Centro de Oncologia Ortopédica
- Centro de Cirurgia Crânio-Maxilofacial
- Centro de Cirurgia da Mão
- Centro de Trauma do Idoso
- Centro de Trauma Adulto
- Centro de Trauma do Esporte
- Centro de Doenças da Coluna Vertebral
- Centro de Cirurgia do Ombro e Cotovelo

## Capacidade
O Instituto atende, exclusivamente, pacientes do Sistema Único de Saúde (SUS) e se destaca como um centro de excelência no tratamento de doenças e traumas ortopédicos, de média e alta complexidade. Possui, atualmente, 15 consultórios, 144 leitos de internação, sendo 15 de terapia intensiva, e 8 salas cirúrgicas. Oferece serviços médicos nas 13 especialidades ortopédicas, contando com uma equipe de 1.178.908 funcionários. 
Centro de referência no tratamento de doenças e traumas ortopédicos de média e alta complexidades, o INTO recebeu, em março de 2006, a certificação máxima de qualidade para hospitais e clínicas médicas no mundo, concedida pela Joint Commission International.  A certificação foi renovada em 2009 e 2012. Essa conquista é resultado de diversas ações voltadas para melhoria permanente da qualidade, como as semanas de imersão em cirurgias e o Projeto Suporte, criado em 2005, que inclui o trabalho de médicos do INTO, fora de sua sede, levando atendimento a regiões  onde os tratamentos ortopédicos são deficitários ou inexistentes. O Projeto também promove a capacitação e reciclagem em traumatologia e ortopedia de especialistas nessas regiões, através das jornadas científicas, tendo sido firmados convênios pelo Instituto com todos os estados brasileiros. Desde a sua criação até o final de 2010, o projeto realizou 87 ações, 4.164 atendimentos, 2.133 cirurgias e 41 jornadas científicas
Para melhor atender o público, o Instituto, constantemente, procura formas de ampliar sua capacidade cirúrgica, pois, para cada paciente operado em sua sede, outros oito entram na fila de espera. Em 2005, foram realizadas 5,2 mil cirurgias, além de outras 91 pelo Projeto Suporte. Em 2006, a produção cirúrgica do Instituto foi de quase seis mil procedimentos, além das 360 cirurgias feitas pelo Programa Suporte em todo país. Para 2007, a estimativa era de sete mil cirurgias.
O Instituto possui um banco de tecidos que captura, processa, armazena e distribui livremente ossos e tecidos músculo-esqueléticos coletadas de cadáveres para o Sistema Nacional de Transplantes.

## Ensino e pesquisa
O INTO é certificado como hospital de ensino, oferece programas de residência médica em ortopedia e traumatologia, enfermagem e farmácia. A instituição também apoia a promoção da qualificação técnica em procedimentos cirúrgicos ortopédicos de alta complexidade para os profissionais de todo o país. Além de oferecer regularmente treinamento intensivo ("imersão") em cirurgia ortopédica, hospeda conferências científicas. 
Através de uma rede integrada de telemedicina possibilita a discussão de casos de alta complexidade e  promove o ensino de técnicas cirúrgicas em tempo real. Para os Jogos Olímpicos de 2016, o Instituto foi designado pelo Comitê Olímpico como o hospital de referência para atendimento ortopédico de atletas.
Dentro de sua estratégia para se tornar uma instituição de referência, não só na área da saúde e assistência médica, mas também no ensino e na pesquisa, o INTO promove o Curso de Mestrado Profissional em Ciências Aplicadas ao Sistema Musculoesquelético, aprovado pela Capes - Coordenação de Aperfeiçoamento de Pessoal de Nível Superior do Ministério da Educação. O mestrado visa capacitar profissionais das áreas biológicas e da saúde, envolvidos com o diagnóstico, tratamento e reabilitação de pacientes portadores de doenças do sistema locomotor.

## Ligação externa
- Site do Instituto Nacional de Traumatologia e Ortopedia Jamil Haddad